# Pinga Fogo (apresentador)
Benedito Cláudio de Oliveira, conhecido popularmente como Pinga Fogo, (Monte Santo de Minas, 20 de junho de 1951 — Maringá, 13 de maio de 2014) foi um empresário, radialista, apresentador de televisão e político brasileiro.

## Biografia
Benedito Cláudio ‘Pinga Fogo’ de Oliveira nasceu em Monte Santo de Minas, no dia 20 de junho de 1951, filho de Benedito Sérgio de Oliveira e de Maria Joaquina de Oliveira.
Início
Aos 14 anos mudou-se para Maringá e começou a trabalhar como feirante, em que acordava de madrugada para levar as barracas de mercadorias para a feira-livre da cidade. Aos 22 anos se casou com Lílian Cristina de Oliveira, com quem teve quatro filhos, e se mudou para Jandaia do Sul a 46 km de Maringá e lá trabalhou como vigilante noturno.
Carreira no radialismo
Em 1972, quando acompanhava o seu cunhado em um serviço na Rádio Guairacá sediada em Mandaguari, por acidente começou a atuar como radialista. Na ocasião, conheceu João Vrena, diretor da emissora, que havia pedido que ele realizasse comentários no ar sobre ocorrências policiais da região. A experiência bem-sucedida motivou o diretor a contratá-lo como correspondente de notícias policiais da emissora e anos mais tarde assumiu o posto de apresentador naquela Rádio de um programa dedicado ao noticiário policial. Com o passar dos anos, Pinga Fogo trabalhou em diversas outras emissoras e acumulou notoriedade na região norte do Paraná, chegando a apresentar comícios para notórios políticos da região. O seu apelido, pelo qual se tornou popular, foi inclusive registrado em cartório.
Em 1992, adquiriu uma parte da concessão da antiga Rádio Jornal de Maringá, então propriedade de Ricardo Barros. Com isso, inaugurou a Rádio Nova Ingá AM, cuja transmissão abrangia toda a região de Maringá, o que ampliou significativamente o alcance de seu programa bem como a sua audiência, em que também fazia campanhas para arrecadar donativos para pessoas carentes distribuindo cadeiras de rodas, óculos, dentaduras, muletas, aparelhos ortopédicos, entre outros.
No final de 1994, ele fundou o Sistema Pinga Fogo de Comunicações, com sede em Maringá, encabeçado pela Rádio Nova Ingá AM, reunindo três emissoras de rádio na região de Maringá e Apucarana.
Experiência na política
Nas eleições gerais de 1990, candidatou-se a uma vaga na Câmara dos Deputados representando o Estado do Paraná pelo PRN, a mesma agremiação que em 1989 elegeu Fernando Collor de Melo presidente da República. Foi eleito com a segunda maior votação do Estado, com 58.474 votos.
No mandato de parlamentar, entre outras atividades, foi titular da Comissão de Ciência e Tecnologia, Comunicação e Informática. Também votou a favor da abertura do processo do impeachment do presidente Fernando Collor de Melo em 29 de setembro de 1992, durante a sessão da Câmara dos Deputados. Porém, antes disso havia sido acusado pelos seus opositores de ter recebido propina para votar contra o processo de impedimento do Presidente da República. Após o impeachment ele deixou o PRN e filiou-se ao PP.
Em 1993, Pinga Fogo de Oliveira foi alvo de novas acusações, quando a imprensa noticiou que ele teria recebido propina para deixar PP e ingressar no PSD, o que também motivou uma investigação da Corregedoria da Câmara, que não conseguiu comprovar as denúncias. No mesmo ano ele se filiou ao PDT.
Em 1994, o político renunciou o seu mandato e também se desfiliou de seu partido, a apenas dez meses de concluí-lo, alegando estar decepcionado com a vida na política e de não ter conseguido cumprir seus objetivos. Isso motivou novas acusações, segundo as quais, ele teria vendido o mandato por estar sobre-endividado e o seu suplente, Abelardo Lupion (PFL-PR), teria quitado as dívidas em troca do mandato.
Carreira na televisão
Em meados da década de 1990, com o sucesso no rádio, Pinga Fogo foi convidado pela TV Maringá, filiada a TV Bandeirantes no Paraná, a apresentar um programa de notícias policiais na faixa horária das 12h30 às 13h30. O programa era apresentado ao vivo e seguia o mesmo estilo do programa de notícias policias em que produzia no período matutino na sua rádio sediada na mesma cidade, os seus repórteres eram os mesmos do seu programa na rádio e reproduziam no programa de televisão a mesma entonação de voz típica do radialismo.
O seu programa na televisão, o Pinga Fogo na TV, desde os primeiros anos se tornou campeão de audiência, popular e também folclórico na região de Maringá. A vinheta de abertura iniciava com a música “Fourth Rendez-Vous” de Jean-Michel Jarre e terminava com a chamada “Pin-ga Fo-go", que era de pronto respondida pelo apresentador com o seu característico bordão: "Opa! Tá falando com ele” e na sequência ele dizia o horário ao telespectador. O apresentador sempre utilizava camisa listrada ou de cores berrantes, limpava a garganta no ar, desviava o olhar da câmera, apresentava o noticiário como se estivesse em uma conversa entre amigos e por vezes cometia erros de português ou de pronúncia. Também fazia piadas e brincadeiras em interações com o boneco humorístico do programa “Benedito” ou com o seus repórteres. No programa na TV Maringá bem como nos programas da sua rádio o apresentador mandava recados ao vivo de utilidade pública e promovia arrecadações de donativos para atender famílias carentes. O programa na TV por anos foi isolado campeão de audiência na região naquele horário, batendo de frente com o programa Jornal Hoje, da Rede Globo, e outros programas jornalísticos do horário vespertino. Isso atraiu o interesse de muitos anunciantes que por vezes precisavam aguardar semanas para conseguir encaixar o seu anúncio na grade de programação, já saturada de publicidades.
Contudo, o programa era muito criticado por não seguir os padrões do jornalismo e também sendo apontado como sensacionalista, segundo os críticos, por supostamente utilizar estereótipos populares para conseguir maior proximidade com os telespectadores, por explorar a pobreza e fazer assistencialismo. Também era criticado por reportagens que mostravam cadáveres, vítimas e suspeitos de crime sem culpabilidade comprovada. Além disso, era muito criticado pelo suposto favorecimento nas eleições de determinados políticos locais da preferência do apresentador, tendo inclusive a emissora sofrido sanções da Justiça Eleitoral por essa prática.
No final da década de 1990, Pinga Fogo teve ainda uma breve passagem pelo SBT, a convite do próprio Sílvio Santos, proprietário da emissora. Porém, retornou a filiada da TV Bandeirantes local.

## Falecimento e homenagens
Pinga Fogo de Oliveira faleceu na madrugada de 13 de maio de 2014, por volta das 5h30, no Hospital Santa Casa de Maringá, em decorrência de disfunção múltipla dos órgãos após sofrer um Acidente Vascular Cerebral (AVC), após mais de um mês internado. Tinha sido o segundo AVC que acometeu o apresentador em 4 anos.
O seu velório atraiu dezenas de milhares de pessoas, resultando em uma longa fila de pessoas que se dirigiam para a respectiva capela, onde estava sendo realizado o velório, para homenagear o radialista e apresentador. O evento também atraiu várias autoridades e personalidades da região. O velório também ocorreu em Jandaia do Sul, cidade onde residia e em que foi por fim sepultado.
O programa Pinga Fogo na TV, da TV Maringá, bem como o programa da Rádio Nova Ingá, passou a ser apresentado pelo seu filho, Juliano André de Oliveira e ainda segue o mesmo formato.
Em 2015, em sua homenagem, a Prefeitura de Maringá inaugurou o Centro Municipal de Educação Infantil (CMEI) Benedito Claudio ‘Pinga Fogo’ de Oliveira, localizado na rua Pioneiro Nilson Rossi, esquina com a Rua Professor Antônio Milani, jardim Athenas.